# Euproctis hypoenops
Euproctis hypoenops är en fjärilsart som beskrevs av Collenette 1939. Euproctis hypoenops ingår i släktet Euproctis och familjen tofsspinnare. Inga underarter finns listade i Catalogue of Life.